# Biblioteche dell'Abruzzo

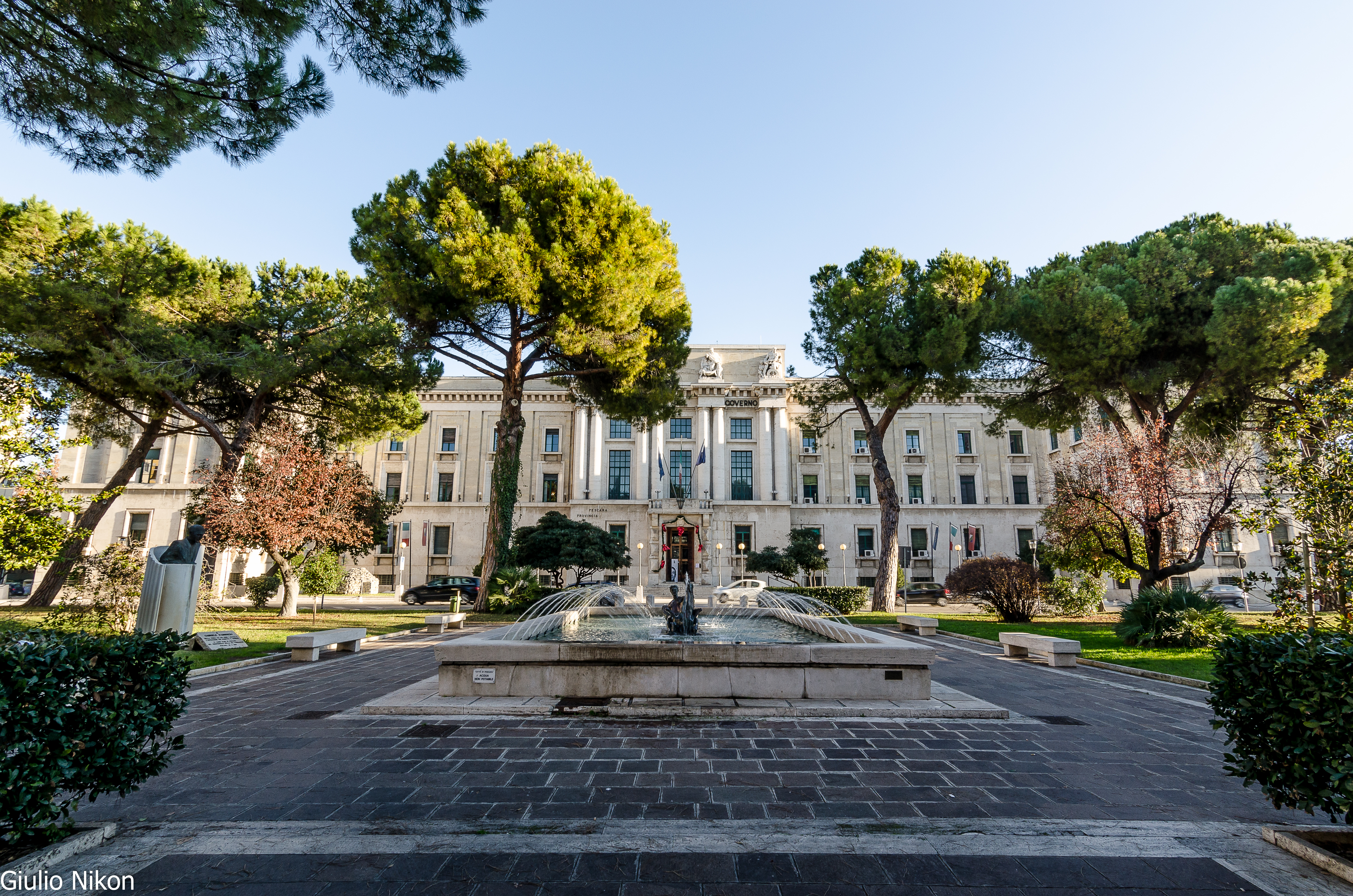
Il Palazzo della Provincia di Pescara, con un'ala sede della Biblioteca provinciale "Gabriele d'Annunzio"

Descrizione delle principali biblioteche dell'Abruzzo situate nelle città maggiori, e quelle più rilevanti dei comuni minori.

## Provincia dell'Aquila

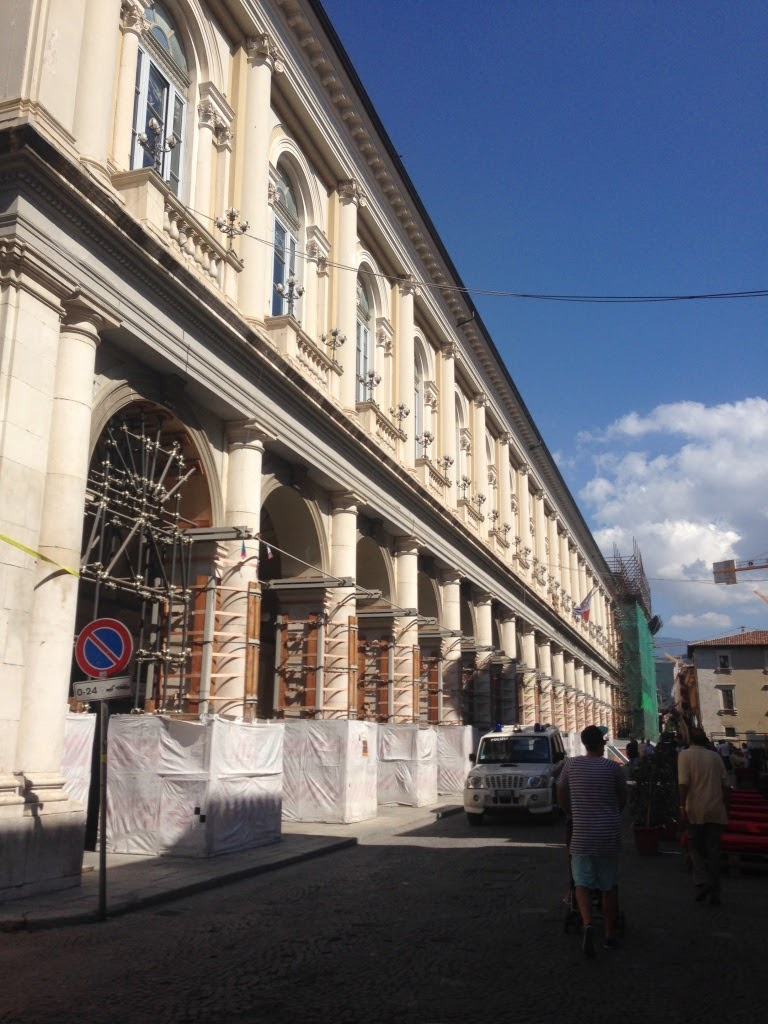
Il Palazzo del Convitto (foto anno 2015) con la Camera di Commercio a L'Aquila, fino al 2009 sede della biblioteca "Salvatore Tommasi", temporaneamente trasferita nella zona industriale di Bazzano

- Biblioteca provinciale Salvatore Tommasi (L'Aquila): si trova presso il Palazzo del Convitto, ricavato dall'ex convento di San Francesco nel 1878, benché la biblioteca esistesse già dal 1848[1]. Fino al 2009 è stata presso il Palazzo del Convitto Nazionale insieme alla sede della Camera di Commercio, successivamente traslata dopo il terremoto in una nuova temporanea struttura presso Bazzano. La biblioteca ospita oltre 30.000 volumi, e una copia originale dell Vite parallele di Plutarco, stampata in città nel XV secolo da Adamo da Rotweill. L'edificio storico è stato ricavato dalla grande sala di lettura dell'antico convento, a pianta rettangolare con volta a botte ricca di stucchi e pennacchi. La biblioteca era inoltre collegata alla sede del Liceo classico "Domenico Cotugno", con l'aula magna decorata da una tela di Teofilo Patini.
- Archivio di Stato dell'Aquila: si trovava presso la storica sede del Palazzo del Governo, accanto alla chiesa di Sant'Agostino, pesantemente danneggiata dal terremoto del 2009 insieme al complesso. L'Archivio di stato di conseguenza è stato trasferito temporaneamente in una struttura a Bazzano. Istituito nel 1835 come Archivio provinciale del regno borbonico, ha avuto sede nell'ala posteriore dell'antico convento, trasformato nel periodo napoleonico nel Palazzo dell'Intendenza Provinciale, poi Prefettura.[2] Prima del 2009, si articolava in tre sedi: quella storica, con i fondi più antichi e importanti (pergamene, archivio comunale antico, antichi Catasti e atti notarili del distretto del Regno), la Direzione e l'ufficio amministrativo presso Palazzo Sidoni in Piazza della Repubblica, la sede universitaria in via del Cardinale. e presso un edificio moderno nel centro antico, con gli archivi contemporanei (il catasto postunitario, quello del distretto militare, e lo stato civile preunitario).
- Biblioteca diocesana dell'Aquila "Cardinale Carlo Confalonieri": la biblioteca arcivescovile è una raccolta ordinaria di documenti manoscritti, stampati e monografie. Fortemente voluta dall'arcivescovo metropolitano Giuseppe Molinari, intitolata a Carlo Confalonieri (arcivescovo dal 1941 al 1950), nacque a servizio della diocesi e della città di L'Aquila con lo scopo di raccogliere i fondi storici della biblioteca del Seminario e fondi provenienti da donazioni di privati.[3] Dopo una riorganizzazione del materiale, catalogato informaticamente, si è provveduto ad ampliare con opportuni aggiornamenti le sezioni di filosofia, teologia, area biblica e abruzzesistica in maniera tale da poter offrire un contributo valido non solo alle attività dell'Istituto Superiore di Scienze Religiose "Fides et Ratio", ma anche agli studiosi esterni, secondo le disposizioni emanate dall'autorità ecclesiastica. La biblioteca nel 2008 ha aderito al progetto CEI-bib, un sistema di catalogazione messa a punto dalla Conferenza Episcopale Italiana, che custodisce il catalogo collettivo delle biblioteche ecclesiastiche. Nel dicembre 2008 con dei lavori la biblioteca si era dotata di nuove sale, fino al terremoto del 2009 che ha danneggiato l'edificio. La biblioteca oggi è provvisoriamente spostata nel quartiere Torretta, poiché la sede in via San Marciano 25 è inagibile.
- Biblioteca della Deputazione di Storia Patria nell'Abruzzo "Anton Ludovico Antinori" (L'Aquila): si trovava fino al terremoto del 2209 presso la Basilica di Santa Maria di Collemaggio, intitolata al vescovo e storico aquilano Anton Ludovico Antinori, corrispondente del Muratori, nata contemporaneamente alla Deputazione stessa (1888), raccogliendo le numerose pubblicazioni di cui la Istituzione storica veniva in possesso per delle donazioni, acquisizioni dirette e recensioni sul proprio periodico- La biblioteca si è successivamente arricchita di grandi donazioni, tra le quali quelle della famiglia Rivera, dell'avvocato Gabriele Sartorelli, l'avvocato Ciarletta e della famiglia Bafile[4]. I fondi librari sono quasi tutti a carattere storico, sia in relazione dell'Abruzzo e del Molise, che a dimensione nazionale ed internazionale. Sono presenti con raccolte quasi tutte le complete pubblicazioni di tutte le Deputazioni e Società storiche riconosciute, produzioni editoriali periodiche e non di circa 150 Istituti di alta cultura italiani. La sede attuale è in zona industriale Bazzano, presso la sede dell'Archivio di Stato.

Nella città di L'Aquila sono inoltre presenti le varie biblioteche delle varie Facoltà dell'Università degli Studi dell'Aquila (Medicina, Farmacia, Scienze motorie, Lettere, Filosofia, Architettura, Lingue straniere), la Biblioteca della Camera di Commercio, le biblioteche dei monasteri di San Bernardino, Santa Chiara e San Giuliano, e la biblioteca della Sovrintendenza dei Beni Culturali.
La Biblioteca Regionale "Giuseppe Bolino" dell'Emiciclo: aperta nel 2017, si trova nel palazzo dell'Emiciclo, sede del Consiglio Regionale dell'Abruzzo, nei sotterranei di quel che resta dell'antico monastero di San Michele dei Cappuccini., la Biblioteca regionale "Benedetto Croce", presso il palazzo Silone nel quartiere Pettino, sede della Giunta della Regione Abruzzo., l'Archivio diocesano dell'Aquila - stabile del quartiere Torrione, piazza San Pio X, l'Archivio storico del Monastero agostiniano di Sant'Amico, piazza Sant'Amico, la Biblioteca del convento di Santa Chiara dei Cappuccini, era nel monastero omonimo, oggi dopo il terremoto del 2009 è dislocata nel convento di San Francesco di Avezzano, e nel santuario della Madonna dei Sette Dolori a Pescara. Poi la Biblioteca del convento di San Giuliano dei Frati Osservanti, convento omonimo, insieme al museo di Storia Naturale, l'Archivio notarile distrettuale dell'Aquila - quartiere Strinella via Pescara, la Biblioteca del Conservatorio aquilano "Alfredo Casella", sede provvisoria in via F. Savini, la Biblioteca dell'Accademia di Belle Arti dell'Aquila, sede provvisoria nel quartiere Pettino, via Leonardo da Vinci, la Biblioteca del Museo Sperimentale d'Arte Contemporanea (MUSPAC), quartiere Pettino, piazza d'Arti. la Biblioteca storica della Cassa di Risparmio dell'Aquila (CarispAQ), era nel Palazzo del Convitto Nazionale in corso Vittorio Emanuele, dopo il terremoto del 2009 è nel Complesso "Strinella '88", via Pescara, la Mediateca regionale "Giovanni Tantillo", via Copernico, zona industriale di Bazzano.

### Biblioteche della provincia dell'Aquila

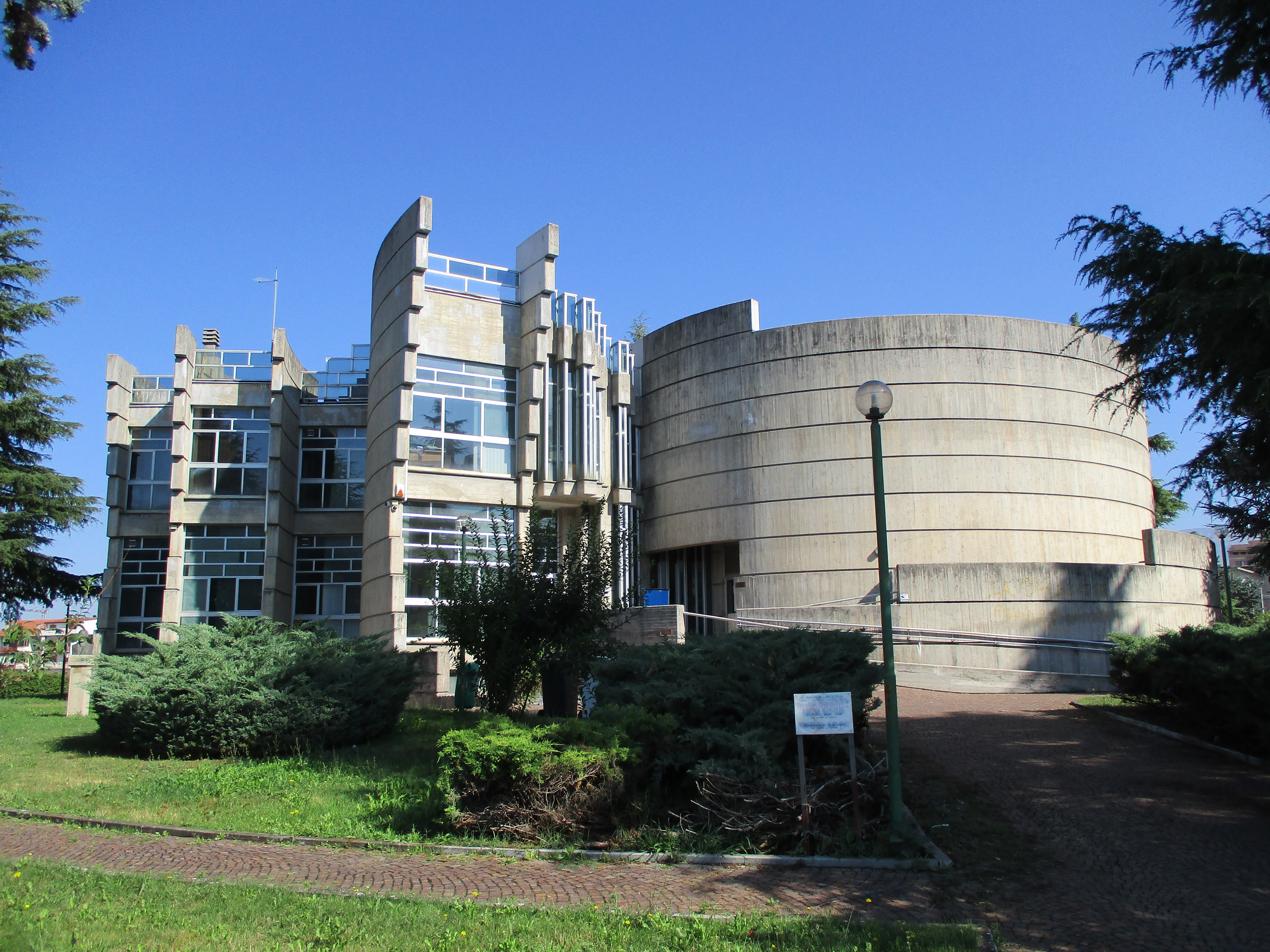
Sede della biblioteca comunale di Avezzano presso l'ufficio regionale delle attività culturali

- Biblioteca "Ignazio Silone" (Avezzano): è la principale biblioteca della città marsicana, situata in via Cavalieri di Vittorio Veneto presso la sede dell'ufficio regionale delle attività culturali. L'edificio moderno, conserva circa 25.000 volumi, anche d'abruzzesistica e di cultura e storia locale e della Marsica.
- Biblioteca "Muzio Febonio" (Avezzano): si trova nella residenza vescovile, ed è tra le biblioteche più importanti della città per quanto riguarda la sua storia e quella della Marsica. Custodisce l'Exsultet commissionato nell'anno 1056 e una delle tre ristampe de Le opere di Galileo, raccolta di scritti di Galileo Galilei del XVII secolo[9].
- L'archivio-biblioteca "Enea Merolli" (Avezzano): è costituito da migliaia di volumi e centinaia di fascicoli processuali della prima metà del Novecento[10].

Altre biblioteche di rilievo in città sono ubicate presso la sezione di Archivio di Stato di Avezzano, la biblioteca del Centro Studi Marsicani "Ugo Maria Palanza" presso il palazzo Torlonia e le biblioteche giuridiche e di studi storico-sociali "Bruno Cassinelli", presso  il palazzo di giustizia, e "Nicola Irti", presso il centro culturale di via Genserico Fontana. 

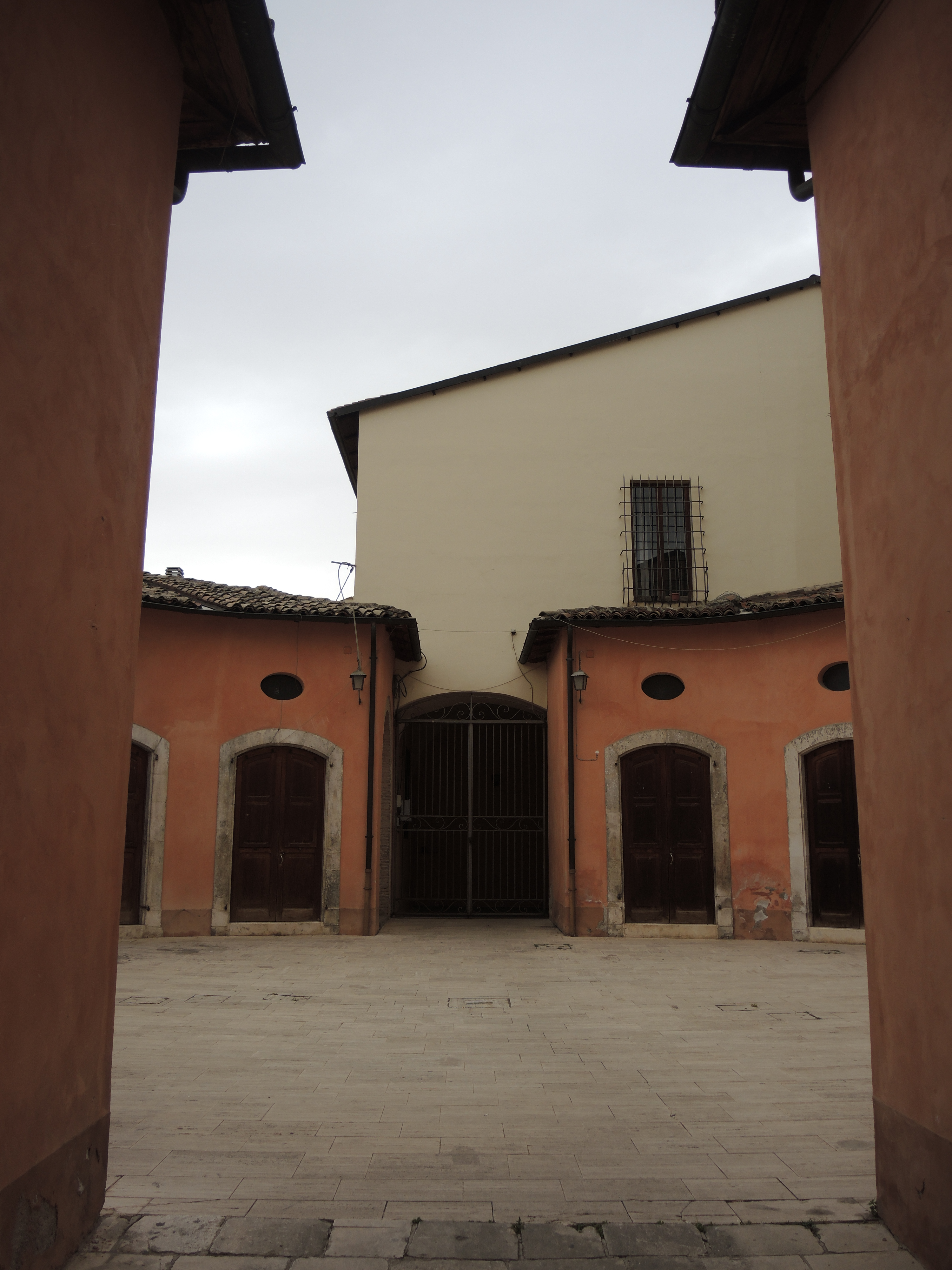
La "rotonda" di San Francesco della Scarpa a Sulmona: accesso al palazzo civico con la biblioteca "Ovidio Nasone"

- Biblioteca comunale Publio Ovidio Nasone (Sulmona): fu fondata nel 1812 nel Palazzo San Francesco, oggi sede del Comune, da un gruppo di privati. Il primo fondo bibliografico venne trasferito nella Biblioteca del Collegio degli Abruzzi situata nella Badia Morronese[11]. Nel 1816 il Regio Collegio fu trasferito a L'Aquila, e non si ebbe più traccia dei volumi, né testimonianze dell'esistenza di biblioteche pubbliche a Sulmona fino alla realizzazione del Regno d'Italia. Nel 1865 il Comune fondò una nuova biblioteca pubblica arricchendola nei due anni successivi con numerose opere provenienti da Scanno, Pacentro, Raiano e Castel di Sangro. La biblioteca monumentale dei Francescani, nel palazzo civico, fu ornata di stucchi e intonaci, e conserva libri risalenti al XVI-XIX secolo. Nel 1958 fu dedicata a l poeta sulmonese Publio Ovidio Nasone, in occasione del bimillenario della nascita.
- Biblioteca diocesana di Santa Chiara (Sulmona): si trova presso il monastero di Santa Chiara d'Assisi in Piazza Garibaldi. Già biblioteca del seminario vescovile, la sua storia è legata al canonico Virgilio Orsini, letterato e storico che negli anni '60 si adoperò con grande impegno, acquistando molti volumi per l'istituzione di un primo fondo. Negli anni seguenti con varie donazioni di privati, la biblioteca si arricchì. I volumi furono collegati presso il palazzo vescovile, in un primo momento, nei pressi del Duomo, successivamente la biblioteca fu inaugurata nuovamente nel 2002 presso il Polo culturale diocesano di Santa Chiara, allestita in alcuni ambienti dell'ex convento.[12] La sua gestione è affidata al personale della Soprintendenza BSAE dell'Abruzzo, insieme alla diocesi e al Comune. Il materiale bibliografico riguarda pressoché totalmente la religione, insieme a notizie storiche delle chiese della città e della valle Peligna.

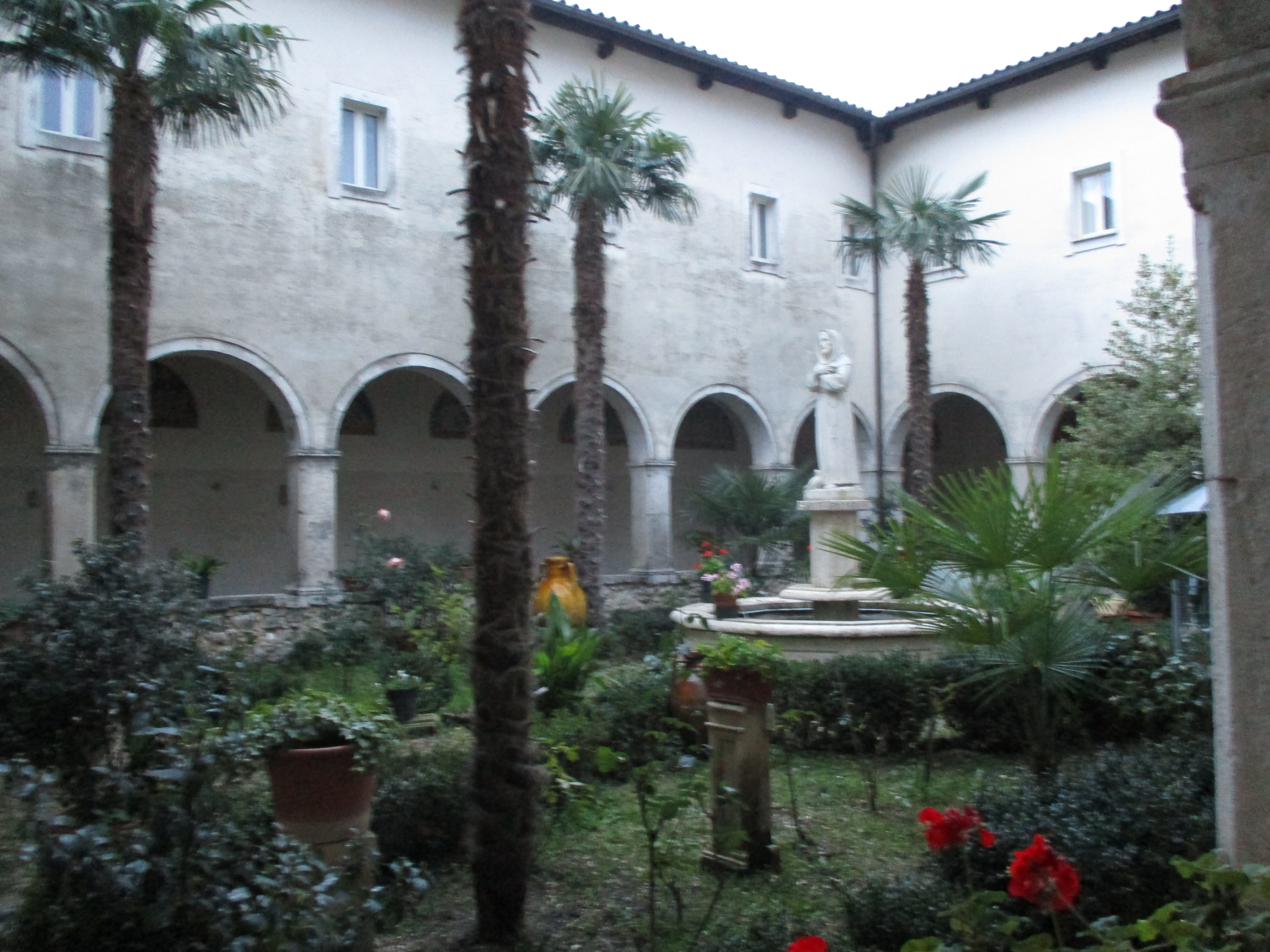
Chiostro del convento di Santa Maria Valleverde a Celano

- Biblioteca della Fondazione "Giuseppe Capograssi" (Sulmona): la biblioteca dell'Agenzia dipende dall'Assessorato alle Politiche Culturali della regione, per la diffusione della lettura e dell'informazione e la programmazione di eventi culturali. Fu istituita nel 1970, e nel 1984 ospitata nella sede progettata dall'architetto Paolo Portoghesi nei presi del Palazzo di Giustizia. La biblioteca possiede un patrimonio librario di circa 30.000 volumi, con ricca sezione di migliaia di testi per ragazzi, dispone inoltre di 1200 materiali multimediali, degna di rilievo è la sezione dedicata a Capograssi, contenente le sue opere e i testi critici del suo lavoro di giurista.
- Biblioteca comunale "Beato Tommaso da Celano" (Tagliacozzo): si trova nel chiostro del convento di San Francesco, ed è una biblioteca che contiene varie opere per la consultazione, e dispone di oltre 6.000 volumi. La sezione storica di Tagliacozzo e delle sue chiese, insieme a volumi a tema religioso, si trova nella biblioteca del santuario della Madonna dell'Oriente.
- Biblioteca comunale "Vincenzo Balzano" (Castel di Sangro): dedicata al sindaco castellino che amministrò la città nel primo '900, si trova in Piazza Plebiscito ed ospita vari volumi di narrativa e trattatistica abruzzese.
- Museo e biblioteca di Santa Maria Valleverde (Celano): fin dalle origini, il convento di Santa Maria Valleverde fu dotato di una biblioteca discreta, necessaria per lo studio dei novizi e per la predicazione, meritando nel 1846 l'istituzione di uno "Studio generale" di prima classe, con la presenza di studenti anche di altre regioni. Da un inventario del 1600 la biblioteca risultava fornita di 160 volumi, di cui 53 ad "usum commune" e 107 "ad usum fratrum".[13] Nel '700 la biblioteca fu accresciuta dal padre Cesareo da Celano, che fu rettore provinciale, e successivamente entrò nella Collezione Pietro Antonio Corsignani, donata agli ultimi eredi. Nel 1811 la biblioteca contava 357 titoli. Nel 1982 la biblioteca si arricchì grazie al padre Osvaldo Lemme di vari titoli, per via di acquisti e donazioni del marchese Giulio Dragonetti, Giuseppe Capograssi, Ettore Petrolini, Casimiro Centi. Oggi la biblioteca con l'annesso archivio si trova nei piani superiori del convento, ricca di 100.000 titoli, tra i quali si annoverano manoscritti atografi di Manzoni, Tolstoj, Carducci, Hugo, Silone, Donizetti.
- Centro studi "Antonio De Nino" (Pratola Peligna): è un importante centro di studi con annessa biblioteca che raccoglie il materiale di studi dell'archeologo locale Antonio De Nino, che riscoprì il popolo dei Peligni e dei Vestini tra Sulmona e L'Aquila, organizzando varie campagne di scavo a cavallo tra l'Ottocento e il Novecento. La biblioteca contiene quasi tutti gli studi dell'autore.
- Biblioteca-mediateca comunale "Vincenzo Tanturri" (Scanno): si trova nel piano terra del palazzo storico della scuola elementare, costituita da un patrimonio librario di 10.000 volumi di vario genere, tra cui opere Scannesi del '700, quali i testi di Antonio Silla e Arcangelo De Angelis[14], nonché i romanzi finalisti al Premio Scanno. Di pregio alcune "cinquecentine", la biblioteca dispone di 4 postazioni internet e di una sala multimediale.
- Biblioteca "D'Angelo's House" (Introdacqua): è la biblioteca ed archivio della D'Angelo's House (Fondazione Pascal D'Angelo). In particolare ha due sale specializzate: la Sala "Domenico Colangelo"  per la mobilità umana - emigrazione con circa 2.000 titoli (600 sulla emigrazione abruzzese) ed una sezione di emeroteca; la Sala "Panfilo Serafini"  per l'abruzzesistica e di cultura locale con oltre 1500 volumi. La Biblioteca ha anche Sale espositive con mostre e oggetti etnografici. Sempre ad Introdacqua si conserva la biblioteca della Fondazione "Ernesto Giammarco".

## Provincia di Pescara

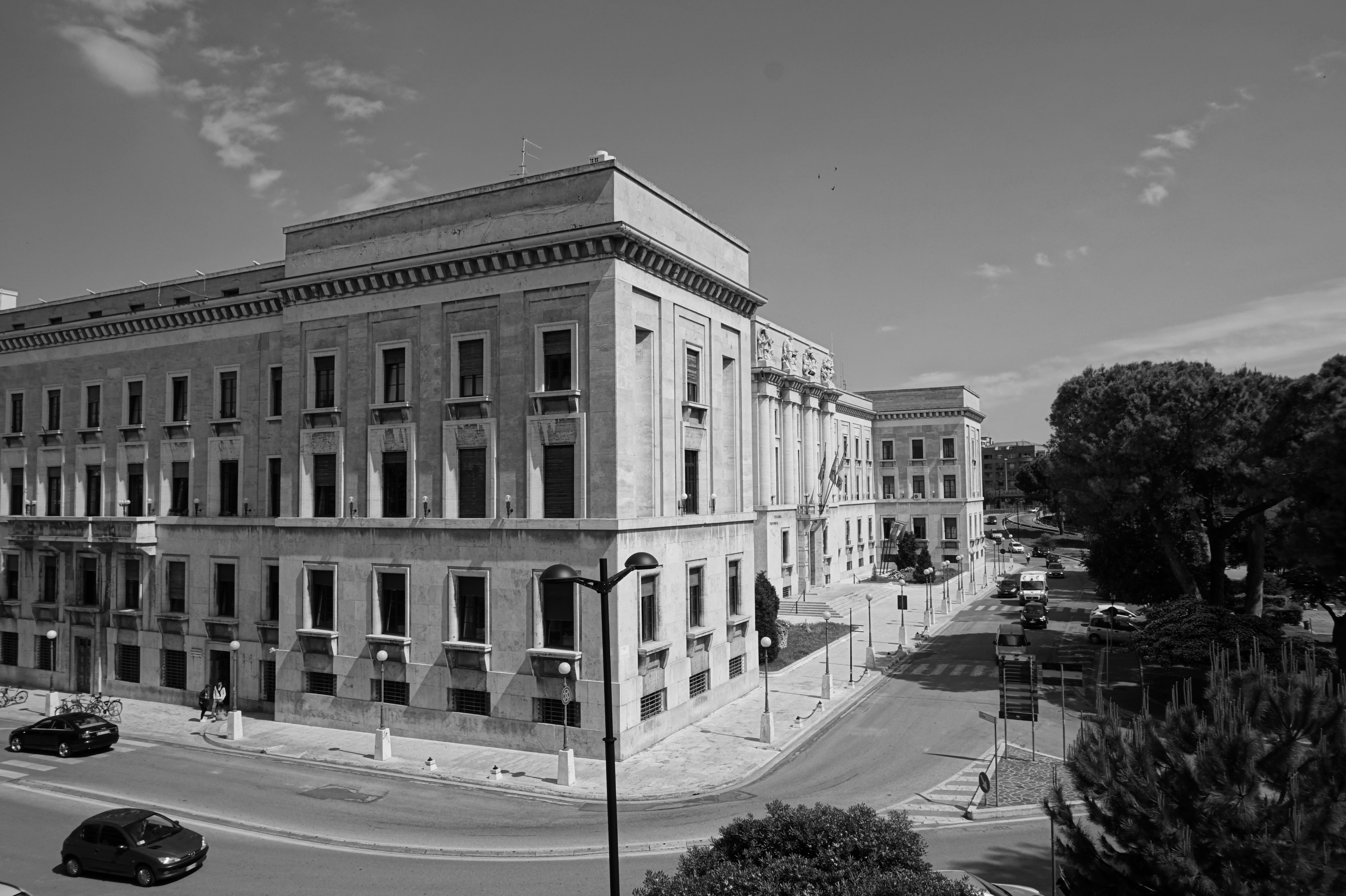
Palazzo del Governo a Pescara: l'ala laterale della biblioteca "Gabriele d'Annunzio"

- Biblioteca regionale (ex provinciale) "Gabriele d'Annunzio" (Pescara): si trova presso il Palazzo del Governo in Piazza Italia, istituita immediatamente dopo il 1927, quando fu creato il comune di Pescara con l'annessa provincia. Si occupa dell'acquisizione, accrescimento, conservazione e valorizzazione del patrimonio informativo e documentario, con particolare attenzione al patrimonio del territorio abruzzese, della cultura e dell'identità locale.[15] Garantisce servizi essenziali alle biblioteche (informazione, consultazione e prestito), progettando ed attuando nuovi servizi tecnologicamente avanzati. Collabora con l'Università "Gabriele d'Annunzio" di Chieti-Pescara, dal 2010 gestisce l'Archivio di Storico dell'Ente di Pescara, e collabora con altre università italiane. Un fondo particolare è costituito dai documenti del Regio Subeconomati dei benefici vacanti, databili dal 1792 al primi decenni del XX secolo, confluiti nell'archivio provinciale tra il 1943 e il '44, quando gli uffici della Provincia e della Prefettura furono provvisoriamente trasferiti a Civitaquana, poi a Pianella. Importante è anche la sezione del poeta Gabriele D'Annunzio, che consta di 2 500 documenti: il materiale è diviso in due sezioni: le opere del poeta, tra le quali manoscritti e prime edizioni, organizzate mediante prestiti anche con il fondo del Museo Casa Natale di Gabriele  D'Annunzio nel rione Porta Nuova, e i saggi successivi sulla personalità di D'Annunzio stesso. Vi si trovano anche lettere del poeta con amici e con la figlia "Cicciuzza". Nel 70simo anniversario della morte, si è intitolata una sala al poeta, con successivo trasferimento di tutto il materiale bibliografico su D'Annunzio nella sala stessa.
- Biblioteca regionale "Francesco Di Giampaolo" (Pescara): si trova in Via Tiburtina; la storia della biblioteca regionale “Francesco Di Giampaolo” inizia negli anni 30 del novecento, come biblioteca scolastica della scuola elementare di via Roma a Pescara. Nel 1963, su iniziativa della Cassa per il Mezzogiorno, fu istituito a Pescara il Centro sociale giovanile con sede in via Fiume 5 e affidato all’ISES, che nel 1970 fu trasformato in Centro Comunitario, operando una fusione con la preesistente Biblioteca della scuola elementare di via Roma e acquisendone l'attuale denominazione (Biblioteca Francesco Di Giampaolo). L’ISES fu trasformata in Centro Servizi Culturali (CSC) con lo scopo primario di realizzare biblioteche e nel 1975 i CSC e la Biblioteca “F. Di Giampaolo” passarono di competenza della Regione Abruzzo. Attualmente è la biblioteca con le sezioni ragazzi (0-13) e fumetti più fornita d'Abruzzo, ha una sala lettura con 28 tavoli per circa 100 posti e un'emeroteca. Consta di oltre 70.000 documenti tra volumi, dvd, cd, riviste e numerosi documenti storici importanti per la storia locale abruzzese. La biblioteca è presidio "Nati per Leggere" dal 2002.
- Biblioteca delle Genti d'Abruzzo e Biblioteca "Vittoria Colonna" (Pescara): si trova presso la vecchia fortezza borbonica del corso Manthoné, all'interno del Museo delle Genti d'Abruzzo. La biblioteca costituisce un complemento alle attività dell'ente ed alle sue ricerche, oltre che uno strumento per gli utenti interessati alle tematiche del museo dedicato alla storia culturale-sociale dell'Abruzzo. Essa si divide nella sezione delle Genti d'Abruzzo e nella sezione civica "Vittoria Colonna". La prima consta di 4 000 documenti tra volumi, riviste e opuscoli, specializzata in abruzzesistica: etnografia, protostoria, storia locale, pastorizia, transumanza, tradizioni varie raccolti da Domenico Di Virgilio e Adriana Gandolfi; la seconda sezione possiede l'archivio storico "Giovanni Pansa", e raccoglie testi e manoscritti storici dello studioso antropologo. Il fondo è stato istituito nel 1978, trasferito nel Museo nel 1988 da Sulmona, e contiene numerosi documenti storici importanti per la storia locale abruzzese, specialmente del distretto di Penne. Il Fondo consta di 2 300 volumi, 3 100 opuscoli e nutrita collezione di cataloghi di aste numismatiche e vendite d'arte delle principali case d'asta italiane e straniere, 60 testate di riviste di fine '800 e inizio '900. Tra i volumi si segnalano 44 "cinquecentine", circa 1 300 edizioni del  '600, '700, '800, 14 manoscritti sulla storia regionale.[16]

A Pescara si trovano anche la sezione dell'Archivio di Stato, la biblioteca universitaria di viale Pindaro delle sezioni di Architettura e Lingue straniere, la biblioteca "Fra' Tommaso da Celano", la biblioteca "Basilio Cascella" e quella della Soprintendenza dei Beni Culturali.
Biblioteca diocesana "Carlo Maria Martini" (Pescara-Penne): è stata aperta il 18 ottobre 2017 da Monsignor Tommaso Valentinetti, per dare una nuova sede al fondo conservato presso l'Istituto Superiore di Scienze Religiose "G. Toniolo", divenuto troppo piccolo, poi per dare all'istituto una biblioteca in grado di soddisfare le esigenze accademiche. La nuova sede è costituita da più livelli collegati tra loro e ospita un catalogo di grande ricchezza: grande spazio hanno ovviamente le risorse di natura teologica e filosofica, ma è in continuo accrescimento la sezione narrativa e delle scienze umane. Dal novembre 2019 è diventata presidio Nati per Leggere.

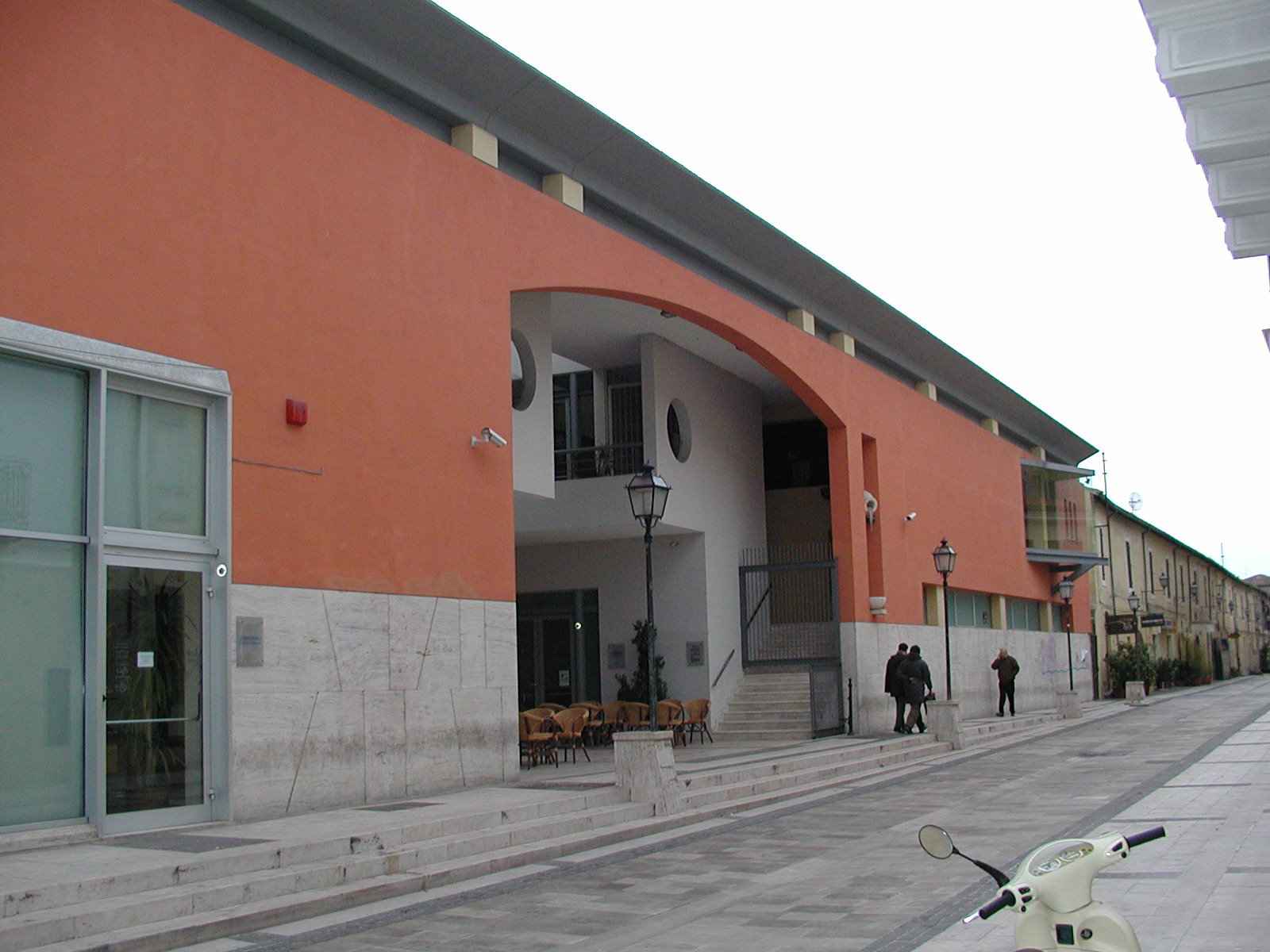
L'ingresso alla biblioteca "Vittoria Colonna" nel Museo delle genti d'Abruzzo, a Pescara Vecchia

### Biblioteche della provincia di Pescara
- Biblioteca comunale dell'Agenzia Promozione Culturale (Penne): è la principale biblioteca del Comune, nata nel 1981, constante di 19 000 volumi con sala di lettura da 40 posti.
- Biblioteca del convento di Santa Maria in Colleromano (Penne): il grande plesso conventuale si trova sul colle che guarda verso la città. Risalirebbe al 1230, in custodia della diocesi della provincia. L'aspetto attuale, dopo interventi del XVII secolo, è frutto di alcuni restauri degli anni '50 che hanno cercato di riportate il convento all'aspetto medievale. Nei chiostri e in parte dei corridoio porticati, sono sistemati pregevoli pezzi del lapidario tra i quali i resti di un altare benedettino del XIV secolo. Nel chiostro maggiore è conservata una nicchia scavata sul muro del piano superiore, con una statua della Madonna assisa, con sulle ginocchia il modellino della chiesa con la facciata barocca del 1792, successivamente smantellata con i restauri. Importantissima è la biblioteca del convento con vari codici storici, tra i quali 5 centine, provenienti dal convento di San Domenico. Altri ambienti del convento ospitano una Pinacoteca, con opere a carattere religioso, un Museo etnografico, che raccoglie testimonianze della presenza dei Frati Minori nei vari paesi dell'America, dell'Asia e dell'Africa.[17]
- Biblioteca comunale "Nicola Castagna" (Città Sant'Angelo): nel corso dell'800 Città Sant'Angelo ebbe tra le ricche famiglie quella dei Castagna, dal patriota Michelangelo Castagna, allo storico Nicola. Il ricco Nicola Castagna divenne sindaco della città e il 2 ottobre 1904 scrisse un testamento olografo, dove donava al comune tutto il patrimonio della sua abitazione, composto da libri, manoscritti e autografi, con l'intento di creare una biblioteca pubblica. La biblioteca si trova presso il palazzo municipale, vicino alla chiesa di San Francesco, ed è ricca di documenti unici sulla famiglia Castagna, insieme a testi rari e storici, con dediche e appunti.
- Biblioteca comunale di Pianella: è stata istituita nel 1978, inizialmente ospitata fuori dal centro storico, e poi nel 2001 riportata nel palazzo comunale.[18] Oltre ai volumi iniziali, negli ultimi anni si sono aggiunti 1 500 testi destinati esclusivamente ai ragazzi di età compresa tra i 3 e i 14 anni. All'interno dell'area per ragazzi, inaugurata nel 2004, è stato creato un ambiente speciale per lo svago dei bambini.
- Archivio privato Casamarte (Loreto Aprutino): si trova nell'omonimo palazzo storico, conserva diversi documenti, tra cui una copia della Fenicie Vestina, un saggio del XVIII secolo di storia della Diocesi di Penne.

## Provincia di Chieti
- Biblioteca regionale (ex provinciale) "Angelo Camillo De Meis" (Chieti)[19]: la sede storica era nel Convitto nazionale "Giambattista Vico", la nuova  biblioteca fu istituita nei primi anni '30 (progetto avviato nel 1936 e terminato nel 1947, in stile littorio razionalista, su progetto  di Camillo  Guerra e Giuseppe Barra Caracciolo) nell'attuale Piazza dei Templi Romani, nel 2005 subì una frana, che la fece chiudere, e trasferire temporaneamente in una struttura del quartiere Filippone, poi nell'ex ferramenta del complesso  "Theate Center", in via Majella. I progetti per il futuro hanno previsto una nuova sede presso l'ex ospedale della caserma Bucciante nella villa comunale, che dovrebbe divenire la "Cittadella della Cultura di Chieti". L'edificio storico della De Meis, in restauro per diventare un centro di eventi culturali, ha un impianto polistilistico, a pianta a ventaglio, con una poderosa torre littoria, e facciata semicircolare, in stile razionalista del periodo del Ventennio. La biblioteca ospita vari volumi di cultura e storia abruzzese, ed è una delle più ricche della città.

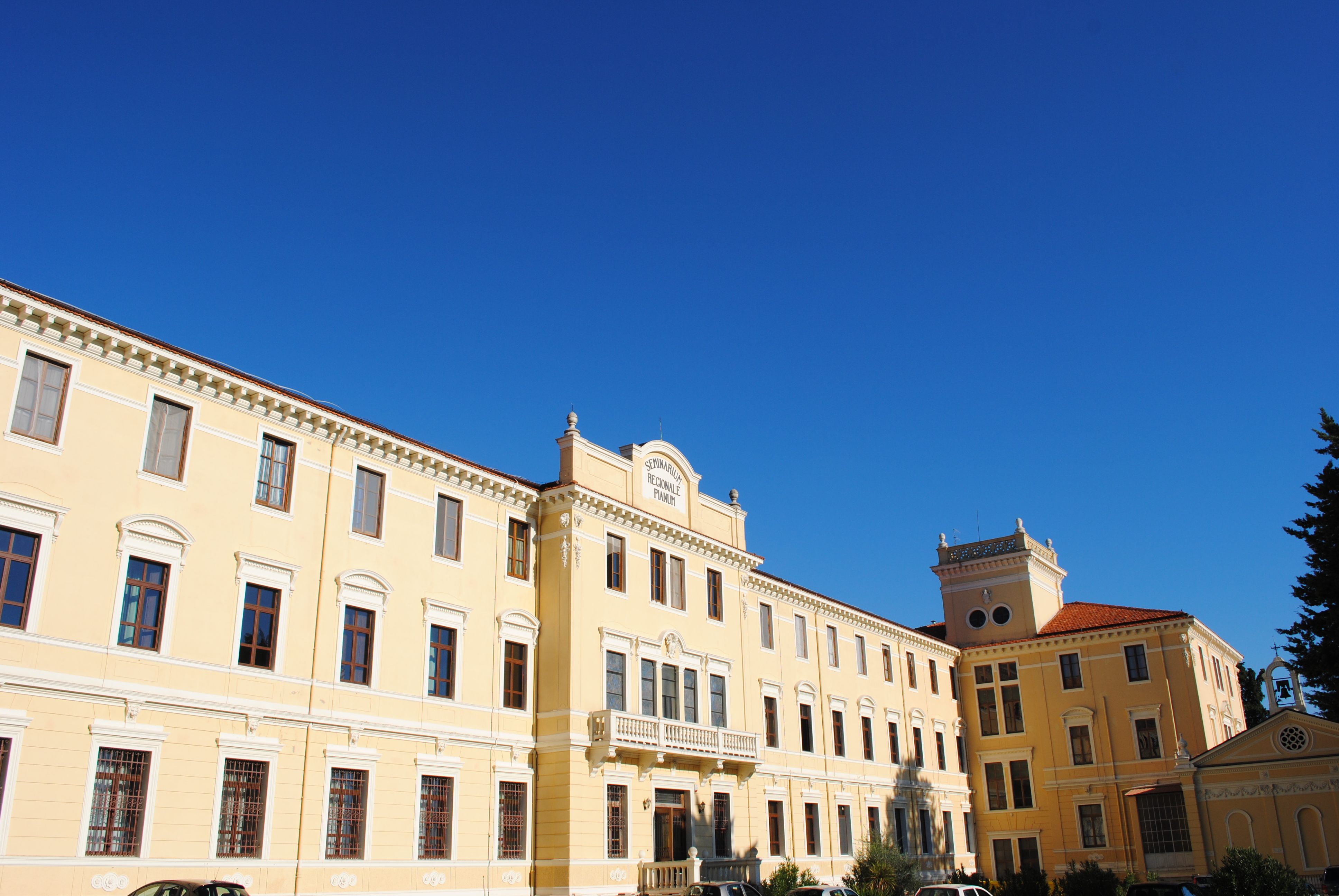
Palazzo del Seminario diocesano "San Pio X"

- Archivio di Stato di Chieti: si trova in via Ferdinando Ferri. Conserva diversi documenti storici, notarili e politici di Chieti dal XVIII al XX secolo.
- Biblioteca civica di Chieti: è la biblioteca principale di Chieti gestita dal municipio,  dopo essere stata ospitata nel palazzo comunale di piazza San Giustino, dal 2010 è situata in un palazzo moderno nel quartiere dello Scalo, in Piazza Paolo IV Carafa.
- Biblioteca dell'Università degli Studi  Gabriele D'Annunzio "Ettore Paratore" (Chieti)[20]: è la biblioteca principale dell'Università degli Studi "Gabriele d'Annunzio", dedicata al latinista teatino Paratore, situata nella palazzina rossa della Facoltà di Lettere, nel campus di Chieti Scalo. Ubicata su tre piani, ha spazi alla lettura di periodici, pubblicazioni accademiche varie, e ai fondi del piano terra, sale di consultazione e studioli per i laureandi al primo piano, una sala informativa al secondo. La biblioteca è intitolata allo studioso teatino Ettore Paratore che presso l'università catalogò il primo fondo. Altri prestigiosi fondi sono quelli di A. Mola, A. Piccone Stella e S. Pasquanzi. Una sede distaccata, dedicata agli studi di Lingue e Architettura, si trova nel polo universitario di Pescara.
- Biblioteca del Seminario pontificio regionale (Chieti): si trova nell'antica Villa Nolli, oggi sede del "Pontificio seminario regionale "San Pio X". Fu fondata nel 1914, disponendo di un patrimonio di circa 35-000 volumi a stampa e periodici estinti e correnti, riguardanti le Sacre scritture, teologia, diritto canonico, filosofia, liturgia, patristica, storia della Chiesa. La biblioteca inoltre promuove e favorisce al ricerca scientifica degli alunni dell'Istituto Teologico Abruzzese-Molisano, e degli studiosi delle discipline teologiche e filosofiche.[21] Nella sala di consultazione è collocata una riserva di libri adottati dai docenti nell'ambito dei corsi accademici dell'anno corrente. I testi antichi antecedenti il 1831 possono essere consultati soltanto sotto il controllo del personale di sala.

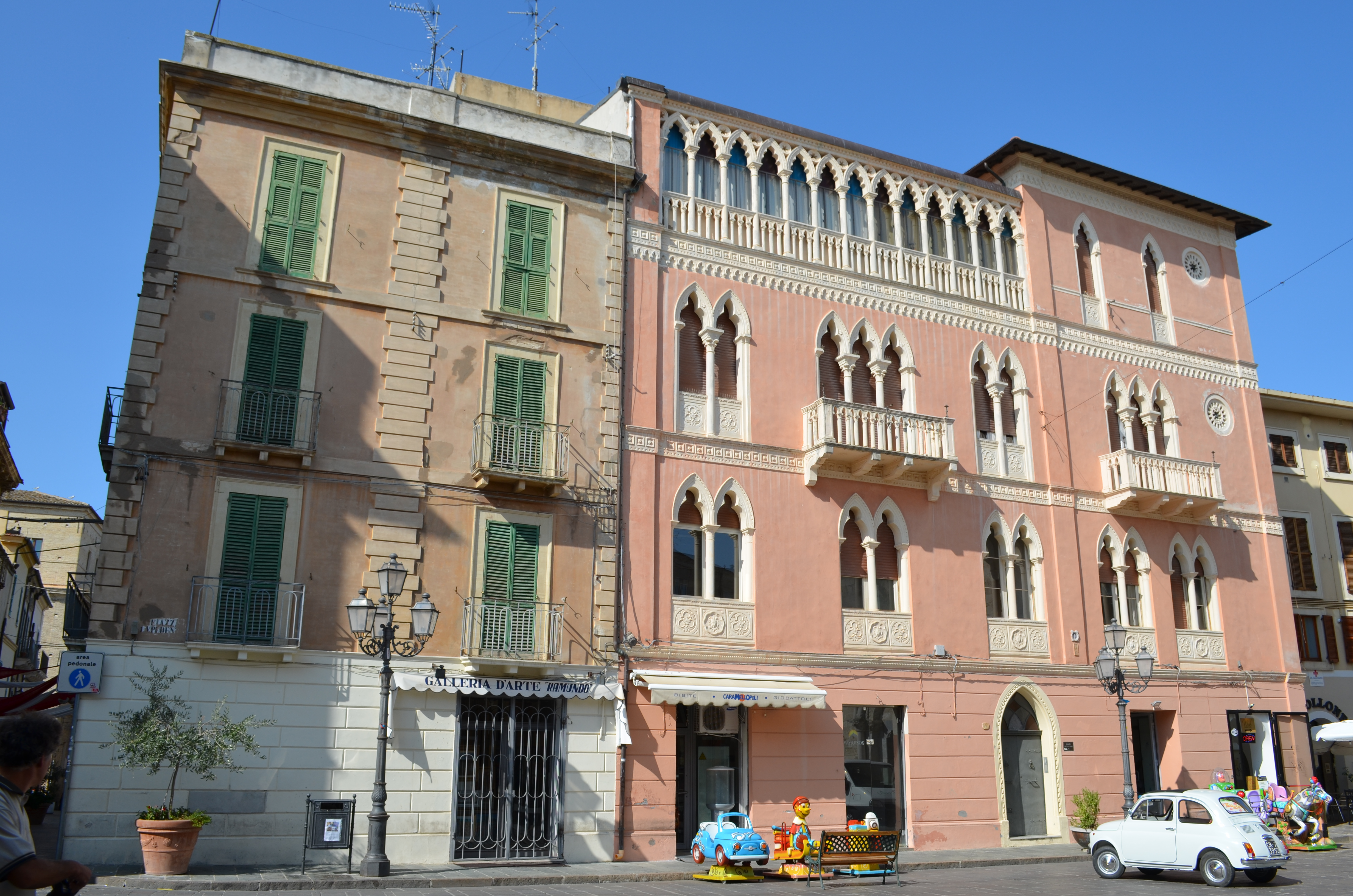
Palazzo Ritucci Chinni a Vasto, ed a fianco il palazzo della biblioteca Mattioli

- Biblioteca del Convitto nazionale di Chieti: ospitata nel palazzo del liceo classico "Giambattista Vico". Ospita diversi libri antichi, seicentine e cinquecentine, a poca distanza si trova anche la Biblioteca diocesana del palazzo arcivescovile, con diversi documenti originali della Diocesi di Chieti-Vasto, compresa una copia del Messale Borgia.

### Biblioteche della provincia di Chieti
- Biblioteca comunale "Raffaele Mattioli" (Vasto): si trova sul Corso De Parma, a fianco il Palazzo Ritucci Chinni e la cattedrale. Nel 1988 i figli del banchiere Raffaele Mattioli di Vasto, decisero di donare alla città il loro palazzo familiare, affinché fosse adibito a finalità culturali. Integrarono la donazione con circa 3.000 volumi della biblioteca paterna, il cui Raffaele fu presidente della Banca Commerciale Italiana. Il Comune accettò la donazione per fondare la nuova biblioteca nel Palazzo Mattioli, che venne prima restaurato dall'architetto Maurizio Smargiassi, in modo da sfruttare bene gli spazi a disposizione senza stravolgere troppo l'architettura antica. Nell'ottobre 1998 il Comune trasferì i volumi della Casa Rossetti nella biblioteca civica, lasciando in Largo Piave l'importante sezione dell'Archivio Storico Comunale. Al pianterreno la biblioteca ha una prestigiosa sala di lettura e dimostra varie.

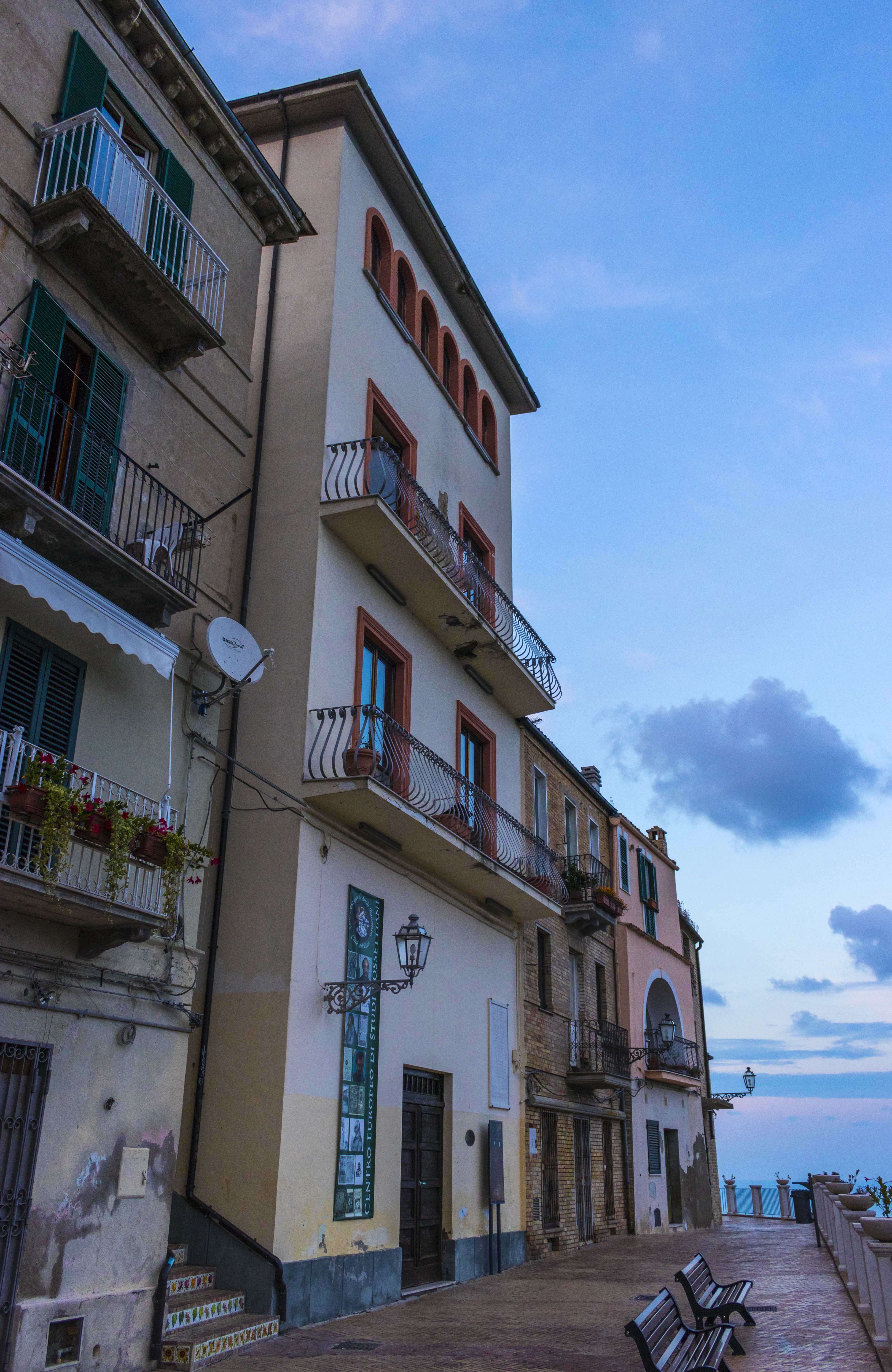
Casa di Gabriele Rossetti

- Biblioteca del centro studi "Casa di Gabriele Rossetti": si trova nella casa natale del poeta Gabriele Rossetti. La casa dopo la morte del poeta a Londra, divenne sede della storica biblioteca civica, e nel 1952 la casa fu ampiamente restaurata per diventare sede del centro sturi rossettiani. Si trova sulla loggia Amblingh affacciata sul mare, la sala di lettura è intitolata a Pompeo Giannantonio, docente di letteratura presso l'Università di Napoli e primo commentatore critico dell'opera rossettiana.

La città del Vasto possiede anche la Biblioteca Capitolare in Piazza Pudente, principale sede degli studi teologici, poi la biblioteca del convento dei Cappuccini di Santa Maria Incoronata, e la sede dell'Agenzia Regionale per la Promozione Culturale.
- Biblioteca comunale "Raffaele Liberatore" (Lanciano): si trova fuori dal centro storico presso la nobile Villa Marciani. La biblioteca ebbe origini nel 1868 quando dopo la soppressione dei conventi, il comune entrò in possesso delle librerie di Frati Minori Osservanti di San Francesco e dei Cappuccini di Sant'Antonio, per rendere pubblico il patrimonio librario. Per molti anni la biblioteca civica ebbe scarso incremento e non fu sempre aperta ai lettori. Nel 1921 con solennità fu intitolata al lancianese Raffaele Liberatore, letterato, storico e filosofo. Dal 1925 ebbe incremento per lasciti e donazioni private, e funzionò con regolarità.[22] Nel 1964 è stata trasferita dalla vecchia sede presso il liceo classico Vittorio Emanuele II, in locali più vasti e decorosi, e dal 2006 definitivamente presso Villa Marciani. La biblioteca è specializzata in abruzzesistica e in saggi e documenti su Lanciano, con volumi storici e di approfondimenti concentrati nella sezione dell'Archivio Storico di Lanciano, presso il Palazzo De Crecchio, nel centro storico. La sede di Villa Marciani consta di 80.000 volumi, molti dei quali della locale casa editrice "Rocco Carabba", insieme ad incunaboli, cinquecentine, seicentine, e manoscritti vari.
- Archivio Storico Comunale di Lanciano: presso il palazzo Stella Marancan via Cavour nel quartiere Sacca, in parte occupato anche dal Canadian Cambridege Institute, la scuola di studi canadesi della città. Vi si trovano diversi fondi, tra cui il Fondo di architettura "Filippo Sargiacomo", il fondo notarile, i registri consiliari, dei nati, morti, e sposati. Altre carte più antiche di atti notarili si conservano nella biblioteca "Raffaele Liberatore", e parte nella sede del rione Fiera, dell'archivio notarile distrettuale distaccato di Chieti. Gran parte  dei documenti di questo archivio tuttavia, sono in un deposito a Loreto Aprutino.
- Biblioteca regionale "Pasquale Salvucci" (Lanciano): ospitata in una parte del palazzo De Crecchio nel centro antico di Lanciano, è una sezione distaccata della Biblioteca regionale Tommasiana dell'Aquila, specializzata in saggistica e narrativa, contenente anche materiale di abruzzesistica, come gli annuari della Rassegna dell'Estate Musicale Frentana di Lanciano. La biblioteca Salvucci è inoltre sede della Mediateca regionale Abruzzese, specializzata nella conservazione di materiale audiovisivo concernente l'Abruzzo.

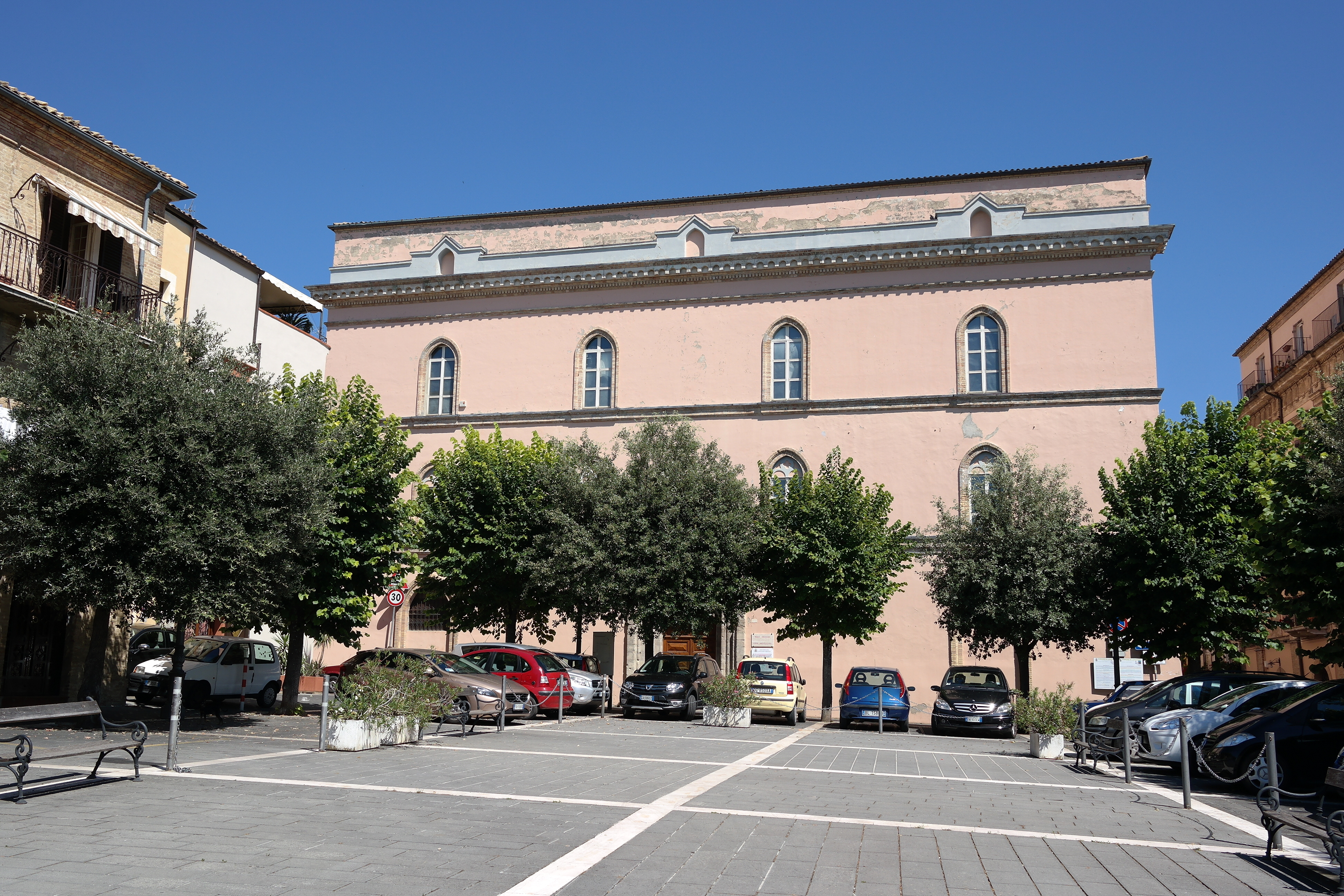
Il palazzo vescovile di Lanciano

- Biblioteca diocesana di Lanciano: situata presso il palazzo vescovile, istituita nel 1987 per volere dell'arcivescovo Enzio D'Antonio. Inizialmente era composta da due grandi fondi librari, quello del seminario e quello del Capitolo della Cattedrale, e successivamente furono aggiunti fondi minori come quello dell'Episcopio, e l'altro personale del Monsignor Alberto Carinci[23]. Il fondo del Seminario, dopo i lavori che distrussero la scaffalatura antica negli anni '60, giacque nella stanza per vent'anni, e grazie all'aiuto di volontari il materiale è stato riordinato. Il fondo librario della Cattedrale si trovava sopra la sagrestia in completo disordine, e successivamente il materiale fu riordinato e trasferito in nuova sede. Il trasferimento iniziò nel 1988 sotto la guida del dottor Michele Scioli, direttore della biblioteca. Furono restaurati il primo piano, il salone con scaffalature, il secondo piano con ballatoio e tavoli di consultazione. I due fondi maggiori comprendono testi di svariate discipline dalla letteratura alla matematica, mentre altri incunaboli ed edizioni a stampa contengono opere di Giovanni Pico della Mirandola, gli Annalis Frentanorum di Anton Ludovico Antinori, e le Vite dei pittori di Giorgio Vasari.

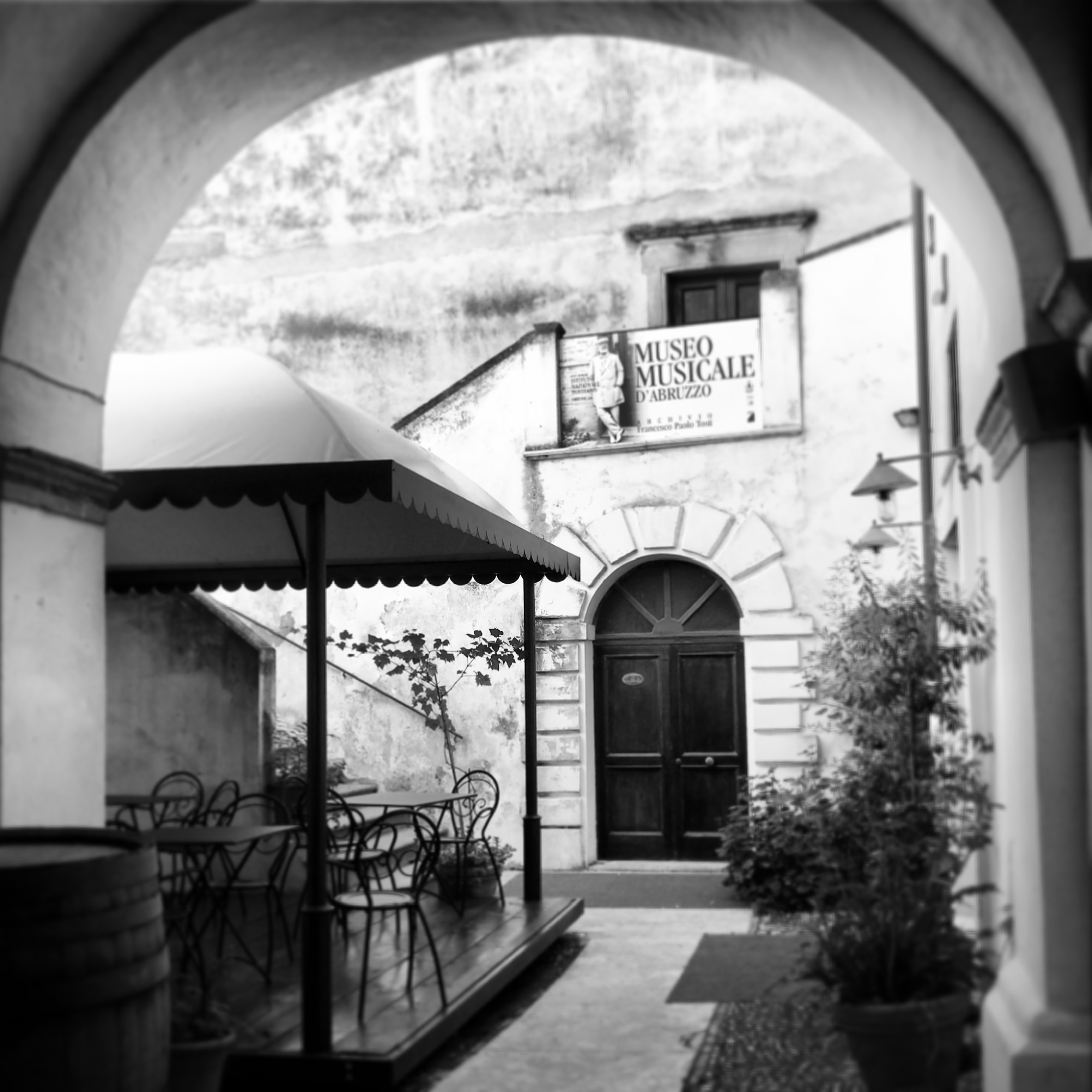
Palazzo Corvo di Ortona, sede dell'Istituto Nazionale Tostiano, e della biblioteca musicale

- Biblioteca diocesana "San Domenico" (Ortona): si trova sul corso Matteotti, presso l'ex convento degli agostiniani di San Domenico. Fu istituita nel 1941 come "biblioteca del clero", trasformata in biblioteca Capitolare successivamente, e solo nel 1999 in biblioteca diocesana. Ha una specializzazione di testi di filosofia, teologica, e altri fondi di letteratura, storia, arte e abruzzesistica. Conserva inoltre l'archivio storico della Cattedrale di San Tommaso.
- Biblioteca musicale dell'Istituto Nazionale Tostiano (Ortona): si trova presso il Palazzo Corvo nel centro storico, creata nel 1996 insieme al Museo dell'Istituto Nazionale "Francesco Paolo Tosti", dedicata al materiale musicale del compositore e di altri abruzzesi. La biblioteca conserva periodici, monografie, partiture a stampa e manoscritti, con 10.000 documenti e fondi importanti. I fondi sono quelli di Giuseppe Montanari, Giampiero Tintori, Cesare Serafini, Antonio Garzarelli, Giuseppe Gargarella.[24]

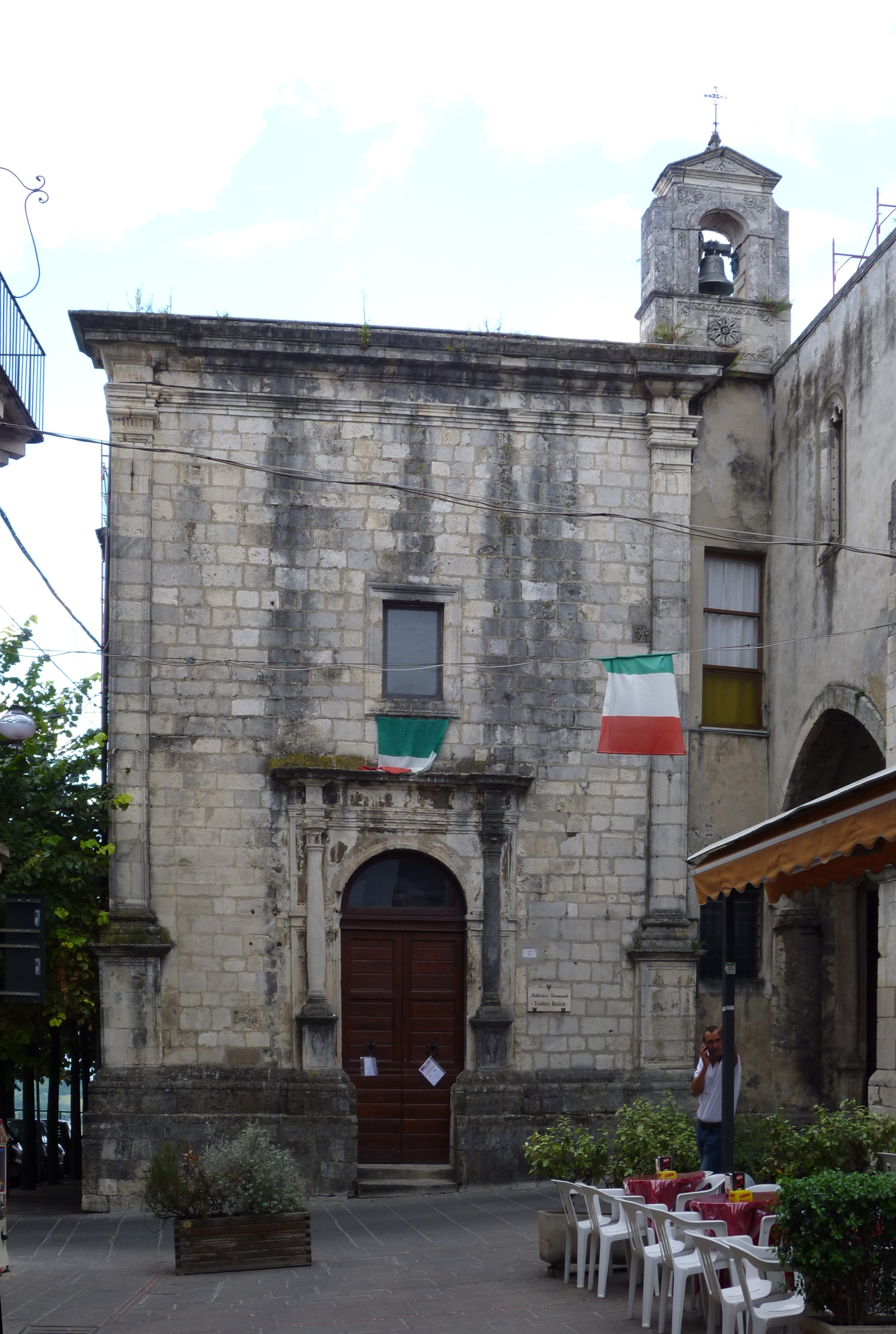
L'ex chiesa di Santa Maria del Popolo a Guardiagrele, oggi sede della biblioteca

- Biblioteca comunale "Antonio Russo" (Francavilla al Mare): si trova presso il Palazzo San Domenico nel centro storico, collegata con il Museo "Francesco Paolo Michetti" (o anche "MuMi"). Istituita nel 1998 circa, è la biblioteca principale della città, con diversi volumi per la consultazione, tra cui una sezione speciale dedicata al pittore abruzzese.
- Biblioteca comunale "Teodoro Rosica" (Guardiagrele): si trova in Piazza Santa Maria Maggiore, presso 'ex chiesa di Santa Maria del Popolo. Istituita alla fine degli anni '90, occupa tutta la navata unica della chiesa, e si divide in un due sezioni, dedicate ai ragazzi, e alla specialistica in storia locale e abruzzesistica. Conserva anche delle prime edizioni del poeta locale Modesto Della Porta.
- Biblioteca comunale "A. Bajocco" (Atessa): si trova presso il corso Vittorio Emanuele, ed è specializzata in sezioni per ragazzi, e nei manoscritti musicale di Antonio Di Jorio, compositore di musica da banda locale.
- Archivio Storico comunale "Tommaso Bartoletti" (Atessa)[25], l'edificio si trova in via Brigata Alpina Julia, è dedicata al canonico vissuto nell'Ottocento, che scrisse una Memoria manoscritta della storia di Atessa in 6 volumi; l'archivio comunale conserva il materiale più antico e prezioso dei documenti atessani, come lo Statuto del 1616, il Corpus di Bartoletti, e altre 132 pergamene che riguardano i privilegi comunali ed ecclesiastici.

## Provincia di Teramo

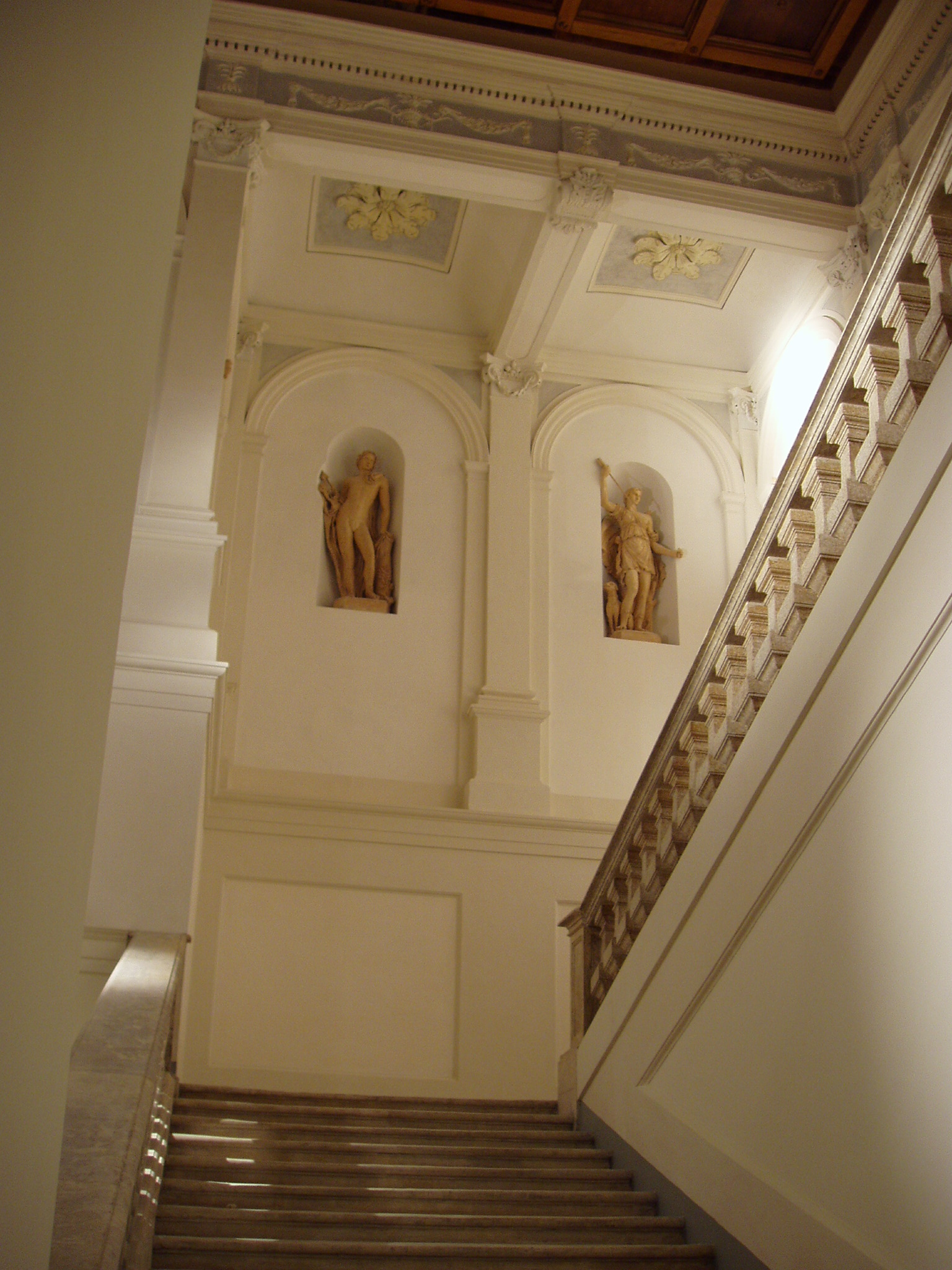
Scalinata monumentale del Palazzo Delfico a Teramo

- Biblioteca regionale Melchiorre Dèlfico (Teramo): si trova prezzo il Palazzo Delfico; nel 1814 fu inaugurato a Teramo il Regio Collegio, nel 1816 con il decreto di Gioacchino Murat fu istituita la biblioteca, e la costruzione del palazzo spett alla famiglia Delfico. Esponente di spicco nella ricerca della cultura e delle tradizioni teramane fu Melchiorre Delfico, che raccolse 300 volumi nella biblioteca, con varie edizioni seicentesche e settecentesche. Tra il 1839 e il 1841 la biblioteca fu destinata ad uso pubblico, nel 1849 la gestione passò ai Padri Barnabiti. Dopo l'unificazione del Regno, il collegio divenne Convitto Nazionale di Teramo, con annesso liceo ginnasio e biblioteca scolastica, che venne notevolmente arricchita con volumi provenienti dai conventi della città appena soppressi: la Madonna delle Grazie, la chiesa dei Cappuccini, il convento di Cermignano, il convento di San Gabriele a Isola del Gran Sasso. Nel 1903 fu nominato bibliotecario Luigi Savorini, che la arricchì ulteriormente, con nuova catalogazione e materiali librario più recente. Alle soglie della seconda guerra mondiale la biblioteca era arrivata a contare 7.000 volumi. Nel 1949 la gestione passò alla Provincia di Teramo, che l'ha mantenuta sino al 2016. Dal quello stesso anno, la gestione della biblioteca è stata trasferita alla Regione Abruzzo.
- Biblioteca diocesana di Teramo: si trova all'interno del palazzo del Seminario Aprutino ed è gestita dalla Curia Vescovile di Teramo-Atri. La biblioteca raccoglie i testi del Seminario e del vicino Palazzo Vescovile, e i testi sono a carattere religioso e filosofico.

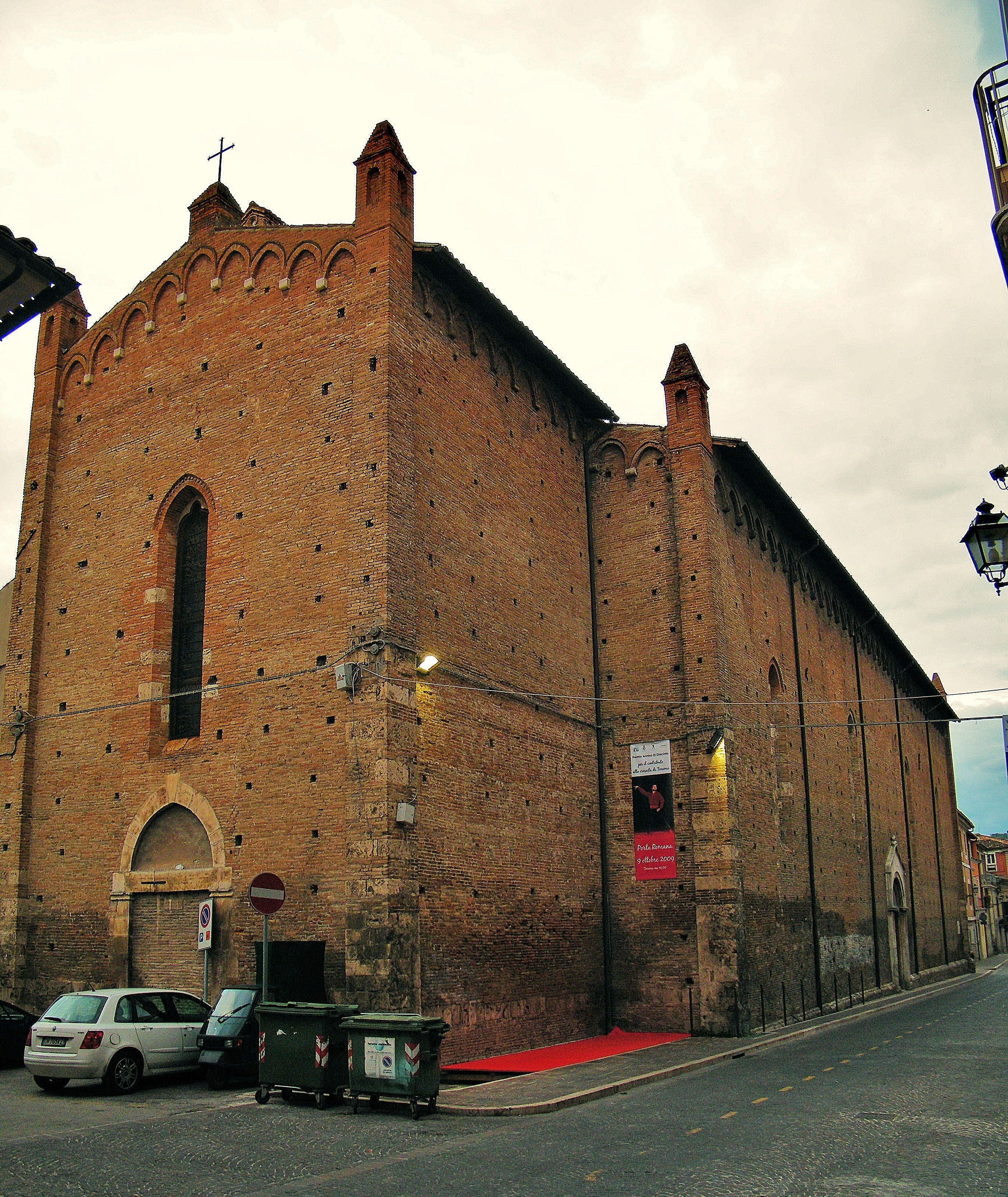
La chiesa di San Domenico a Teramo, il cui convento ospita l'Archivio di Stato

- Biblioteche delle Facoltà dell'Università degli Studi di Teramo: il sistema bibliotecario dell'UniTE si articola in due poli: il Polo Umanistico-Bioscienze (delle Facoltà di Giurisprudenza, Scienze della comunicazione, Scienze politiche e Bioscienze), e la Biblioteca della Facoltà di Medicina veterinaria. Per la sede distaccata della Facoltà di Giurisprudenza di Avezzano è presente un fondo presso la Biblioteca dell'Agenzia Regionale di Promozione Culturale; il patrimonio di tutto il complesso bibliotecario è di 200.000 volumi, periodici, materiale multimediale e risorse elettroniche. Presso il Polo Umanistico - Bioscienze è a disposizione degli studenti un fondo antico di notevole prestigio, il cui nucleo principale è costituito da edizioni giuridiche del XVII-XVIII secolo. Fino al 1994 esisteva solo un catalogo cartaceo, successivamente digitalizzato.
- Archivio di Stato di Teramo: si trovava presso l'ex convento della chiesa di San Domenico, complesso monumentale del XIII secolo, successivamente è stato trasferito nell'ex convento di Sant'Agostino.[26] L'immobile, di notevoli dimensioni, è di pertinenza demaniale, fino al 1798 fu adibito a caserma militare, e successivamente assegnato al Ministero della Difesa, sotto il titolo di "Caserma San Domenico". Con i restauri del 1997 si propose l'idea di realizzare uno spazio adibito alla consultazione dei documenti dell'antico complesso, anche per dare un nuovo spazio al materiale dell'Archivio di Stato di Teramo. Per quanto riguarda la storia del complesso dei Domenicani, le prime notizie risalgono al 1287 quando si decise in un documento di fondare un complesso a Teramo. Nel 1353 il vescovo Niccolò degli Arcioni concedeva un'indulgenza ai fedeli che si fossero recati a visitare la chiesa, appena ultimata in quell'anno. Il chiostro del convento fu ultimato nel 1407, sotto il priorato di Vincenzo da Chieti. In un volume del catasto di Teramo, nel XVI secolo si elencano le proprietà del convento, tali ricchezze aumentarono nel 1664. Nelle vicende belliche dell'occupazione francese il convento terminò la sua funzione nel 1798, quando divenne sede militare, e definitivamente fu chiuso nel 1809 quando vi si insediarono stabilmente i militari, divenendo scuola di leva.[27]

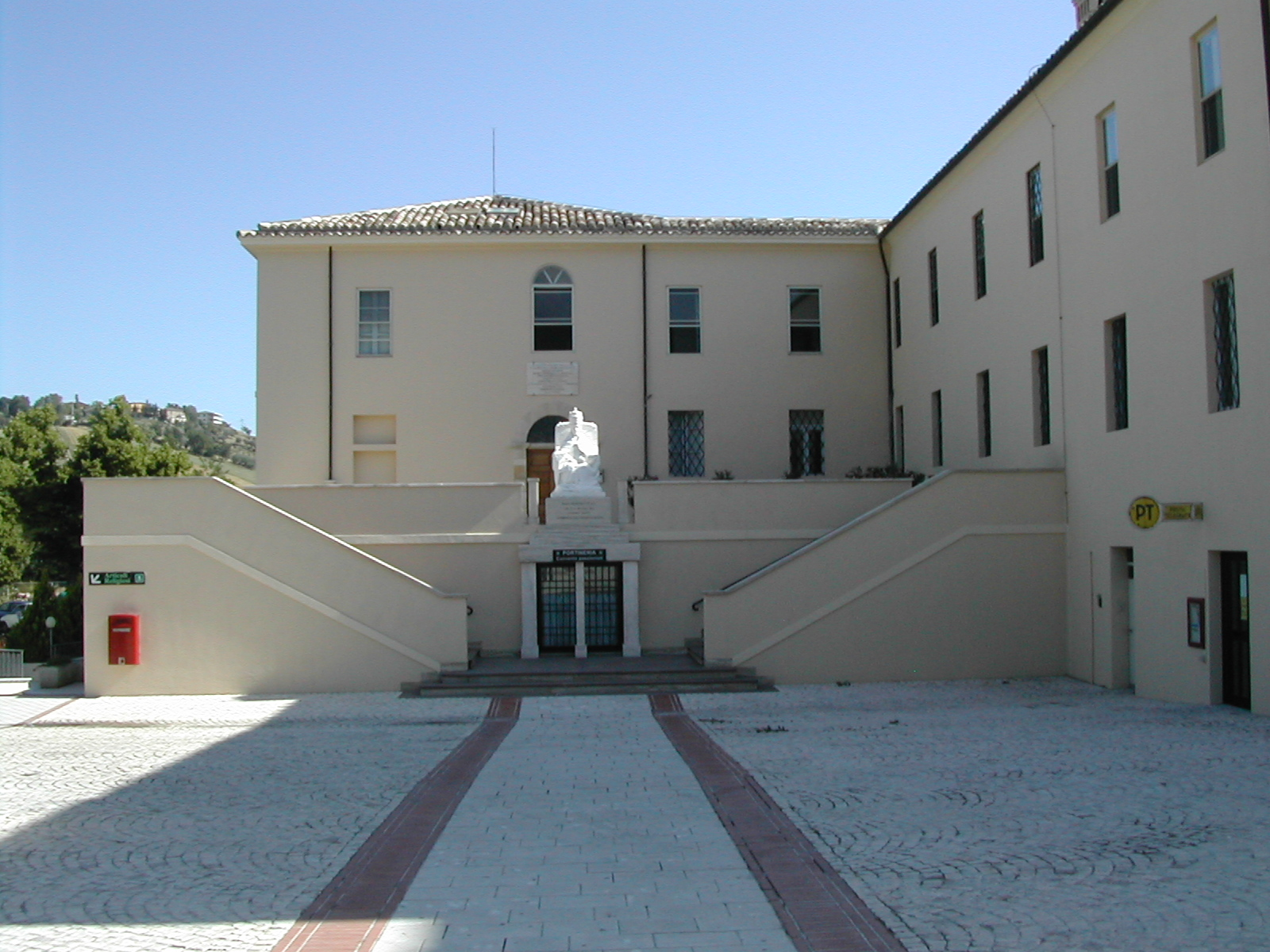
Il convento di San Gabriele dell'Addolorata, sede della biblioteca

- Biblioteca comunale di Atri: si trova nel Palazzo Duchi Acquaviva, principale biblioteca del comune,
- Biblioteca civica "Vincenzo Bindi" (Giulianova): si trova nella parte alta del centro, intitolata al professore e storico dell'arte abruzzese Vincenzo Bindi, che nel 1928 donò al comune la sua collezione bibliografica, che constava di 8.000 volumi e pubblicazioni sulla storia dell'arte dell'Abruzzo, insieme a 15.000 documenti di appunti, studi, scritti e manoscritti inediti. L'amico Giuseppe De Bartolomeis fu il primo custode della raccolta, il quale fondò la biblioteca dividendola nella sezione dell'arbuzzesistica, e l'altra di cultura generale. La biblioteca stata ufficialmente inaugurata nel 1937, dedicata al Bindi, e nel 2017 sono iniziati dei lavori di nuova catalogazione e restauro per modernizzare la struttura.
- Biblioteca emeroteca "Vanessa Creati": (Pineto): è stata istituita nel gennaio 1998, mentre nel 2002 è stata intitolata a Vanessa Creati, consigliere comunale dal 1993 al 1997. La biblioteca si trova nel centro cittadino, presso il centro polifunzionale di Pineto, diviso in spazi di area ragazzi, area emeroteca, area lettura, area internet.
- Biblioteca dei Padri Passionisti "San Gabriele dell'Addolorata" (Isola del Gran Sasso d'Italia): si trova presso il santuario di San Gabriele dell'Addolorata, risalente al 1847, anno in cui i Passionisti presero possesso dell'antico convento di San Francesco d'Assisi. Il primo fondo era molto modesto, successivamente vennero acquistati altri libri da Roma, e nel 1850 il Municipio consegnò altri volumi alla biblioteca. Il santo Gabriele d'Assisi fu anche bibliotecario dal 1859 al 1861, e in quest'epoca essa conteneva 1150 volumi. Con l'acquisto di prestigio del santuario, dopo la morte e la beatificazione di Gabriele, la biblioteca si arricchì notevolmente, divenendo parte di un istituto filosofico-teologico. Oggi si trova al piano terra dell'ala di ponente del convento vecchio, ed è una delle più fornite della regione Abruzzo per quanto riguarda il noviziato sacerdotale.

- Biblioteca comunale(Roseto degli Abruzzi)

- Biblioteca comunale(Silvi)
- Biblioteca regionale(Giulianova)
- Biblioteca regionale(Nereto)
- Biblioteca regionale(Atri)
- Biblioteca regionale(Teramo)

## Biblioteche minori
- Archivio notarile distrettuale di Lanciano - sezione distaccata Archivio di Stato di Chieti - situato nel polo industriale della Fiera, in gran parte smistato in depositi tra i comuni di Moscufo e Loreto Aprutino. La sede storica era nel quartiere Cappuccini, poi in parte confluito nell'archivio storico comunale in via Cavour.
- Biblioteca diocesana "Sant'Angelo della Pace" di Lanciano - presso il convento di Sant'Antonio di Padova.
- Biblioteca comunale "G. D'Annunzio" (San Vito Chietino) - via Dante
- Biblioteca civica di Canosa Sannita - via Vittorio Emanuele II
- Biblioteca della Soprintendenza Archivistica dell'Abruzzo - Pescara, via Conte di Ruvo
- Biblioteca della Fondazione Chieti a Palazzo de' Mayo (Chieti) - Corso Marrucino
- Biblioteca comunale di Orsogna - Via De Nardis
- Biblioteca "M.A. Caldora" a Torre de' Passeri - Via Garibaldi
- Biblioteca civica di Francavilla al Mare "Antonio  Russo" - Piazza San Domenico
- Biblioteca civica di Pratola Peligna - Via della Madonna
- Archivio di Stato di Pescara - Piazza della Marina
- Biblioteca civica di Spoltore - Via Dietro le Mura
- Biblioteca dei Cappuccini - presso il convento di Maria SS. Incoronata di Vasto - Viale Incoronata
- Biblioteca dei Padri Benedettini, presso il santuario della Madonna dei Miracoli in Casalbordino - Piazzale Giovanni Paolo I
- Biblioteca della Soprintendenza dei Beni Librari a Pescara - via del Porto
- Archivio di Stato dell'Aquila, sezione di Sulmona - via Sant'Antonio
- Biblioteca civica di Tocco da Casauria - via Unità d'Italia
- Biblioteca pubblica Regionale a Penne - Corso Msrtiri Pennesi
- Biblioteca dell'Archivio dell'Arcidiocesi Pescara-Penne (Penne, Piazza Duomo)
- Biblioteca civica del Museo Antiquarium a Loreto Aprutino - via IV Novembre
- Biblioteca "Orazio d'Angelo" in Castel del Monte (AQ) - Via della Vittoria
- Biblioteca civica di Roseto degli Abruzzi - via Nazionale Adriatica
- Biblioteca della Soprintendenza per i Beni Architettonici dell'Abruzzo - L'Aquila, via Ottavio Colecchi
- Biblioteca comunale di Bomba - Piazza Matteotti
- Biblioteca civica di Trasacco - Piazza Mazzini
- Piccola biblioteca marsicana ad Avezzano - via Monte Salviano
- Biblioteca "Aldo Moro" a San Salvo - via Istonia
- Biblioteca civica "F. Verlengia" di Lama dei Peligni - via IV Novembre